# کندریت کربن‌دار
کندریت کربن‌دار یا کندریت C (به انگلیسی: Carbonaceous chondrite)، کلاسی از شهاب‌سنگ‌های کندریت است که شامل حداقل ۸ گروهِ شناخته‌شده و بسیاری از شهاب‌سنگ‌های گروه‌بندی نشده است. آن‌ها شامل نخستینی‌ترین شهاب‌سنگ‌های شناخته‌شده هشتند. کندریت‌های C نشان‌دهنده تنها یک نسبت کوچک ۴٫۶ درصدی از سقوط شهاب‌سنگ‌ها بر زمین هستند.
بعضی از کندریت‌های کربن‌دار معروف عبارتند از شهاب‌سنگ‌های: آلنده، مارکیسون، Orgueil, Ivuna, Murray, تگیش لیک، و ساترز میل.

## ترکیب و طبقه‌بندی
کندریت‌های کربن‌دار با توجه به ترکیبات متمایزی که منعکس کنندهٔ نوع بدنهٔ مادری؛ که از آن به وجود آمده‌اند، گروه‌بندی می‌شوند. این گروه‌های کندریت‌های کربن‌دار (سی C) هم‌اکنون هر کدام با یک نام استاندارد دو حرفی (سی‌اکس CX) نامیده می‌شوند، که C نشان "کربن‌دار" بودن‌است (دیگر انواع کندریت‌ها با این حرف آغار نمی‌شوند)، و بعد از آن به جای (X با حرف بزرگ)؛ که اغلب این اولین حرفِ نامِ یک شهاب‌سنگِ شناخته‌شده، و نیز که اغلب نامِ نخستین کشف در آن گروه‌است. چنین شهاب‌سنگ‌هایی اغلب در رابطه با جایی که در آن سقوط کردند، نام‌گذاری می‌شوند، بنابراین هیچ نشانه‌ای از ماهیت و چبود فیزیکی گروه ندارند. گروه (سی‌اچ CH)، که H برای ("فلز بالاً یا "high metal") است، تاکنون تنها استثناست. دسته‌بندی هر گروه در زیر آمده‌است.